# Svitavy
Svitavy (niem. Zwittau) – miasto w Czechach, na Morawach, w kraju pardubickim. Siedziba powiatu Svitavy. Według danych z 31 grudnia 2003 powierzchnia miasta wynosiła 3 133 ha, a liczba jego mieszkańców 17 427 osób.
W mieście zlokalizowane jest Muzeum Esperanto. Z powodu znanych szeroko w Europie zakładów tekstylnych miasto nazywane kiedyś było północnomorawskim Manchesterem.

## Położenie
Miasto leży na Morawach, nad rzeką Svitavą.

## Gospodarka
W mieście rozwinął się przemysł maszynowy, włókienniczy, ceramiczny oraz spożywczy.

## Zabytki
- Stary Ratusz

## Demografia[3]
| Rok             | 1970   | 1980   | 1991   | 2001   | 2003   |
| --------------- | ------ | ------ | ------ | ------ | ------ |
| Liczba ludności | 14 282 | 16 297 | 17 441 | 17 626 | 17 427 |

## Urodzeni w Svitavach
- Oskar Schindler, Sprawiedliwy wśród Narodów Świata, niemiecki przedsiębiorca, który podczas drugiej wojny światowej uratował ok. 1200 Żydów pracujących w jego fabryce
- Valentin Oswald Ottendorfer, mecenas sztuki i filantrop, który pod koniec XIX w. wybudował szpital, sierociniec oraz publiczną bibliotekę, najpiękniejszy zabytek w mieście, w którym znajduje się esperanckie muzeum.

## Miasta bliźniacze
- Stendal, Niemcy
- Weesp, Holandia
- Plochingen, Niemcy
- Bańska Szczawnica, Słowacja
- Żar nad Hronem, Słowacja
- Strzelin, Polska

## Okolice
- Litomyšl - renesansowe miasteczko z zamkiem; urodził się tu kompozytor Bedřich Smetana
- Polička − miasto z zachowanymi średniowiecznymi murami i basztami; urodził się tu kompozytor Bohuslav Martinů
- Nové Hrady - zamek w stylu rokoko
- Moravská Třebová - późnorenesansowy zamek z cennymi zbiorami, aquapark